# Einar Löfstedt
Haimon Einar Harald Löfstedt (15 juin 1880 - 10 juin 1955) est un latiniste et philologue classique suédois. 

## Biographie
Son père, également nommé Einar Löfstedt, est un spécialiste du grec. Il est professeur de poésie et rhétorique romaine à l'Université de Lund à partir de 1913. Löfstedt est membre de l'Académie suédoise, de l'Académie royale des sciences de Suède, de l'Académie des sciences de Göttingen, membre correspondant de l'Académie britannique et membre de l'Académie bavaroise des sciences et de l'Académie royale des sciences de Prusse.
Sa fille Ingrid Arvidsson (en) est une poétesse suédoise réputée.